# Oskar Sjölander
Oskar Efraim Sjölander, född 18 augusti 1880 i Jönköpings östra församling, död 11 augusti 1928 i Kungsängen, Stockholms-Näs församling, var en svensk folkskollärare, fackföreningsman och socialdemokratisk riksdagspolitiker.
Oscar Sjölander var son till kontoristen August Sjölander. Efter examen vid folkskoleseminariet i Växjö 1902 blev han ordinarie lärare i Alseda socken men avsade sig tjänsten samma år för att ägna sig åt lantbruk på sin egendom Apelhester Månsgård i samma socken. 1909 blev han på nytt lärare, och sedan han en kortare tid tjänstgjort i Stavby socken var han 1910–1928 folkskollärare i Kungsängen. Sjölander gjorde en banbrytande insats för att organisera de uppländska lantarbetarena. Han var ordförande i Upplands lantarbetareförbund från dess bildande 1918 och redaktör för dess tidning Skogs- och lantarbetet från starten 1921. Upplands lantarbetareförbund, som tidigt visade sig mycket slagkraftigt, var helt fristående från Svenska lantarbetareförbundet, som kritiserades av Sjölander för bristande målmedvetenhet. Först 1925 kom en sammanslagning till stånd, då Sjölander valdes till ordförande och förtroendeman i Upplands distrikt av det förenade förbundet. Sjölander, som tillhörde Socialdemokratiska arbetarepartiet, var landstingsman från 1919 och ledamot av andra kammaren från 1918. Han väckte där motioner om normalarbetstid för lantarbetare, om obligatorisk bostadsinspektion samt utredning om möjligheterna för kooperativt jordbruks bedrivande.